# Adejeania armata
Adejeania armata är en tvåvingeart som först beskrevs av Christian Rudolph Wilhelm Wiedemann 1830.  Adejeania armata ingår i släktet Adejeania och familjen parasitflugor.
Artens utbredningsområde är Kuba. Inga underarter finns listade i Catalogue of Life.